# 早瀬橋

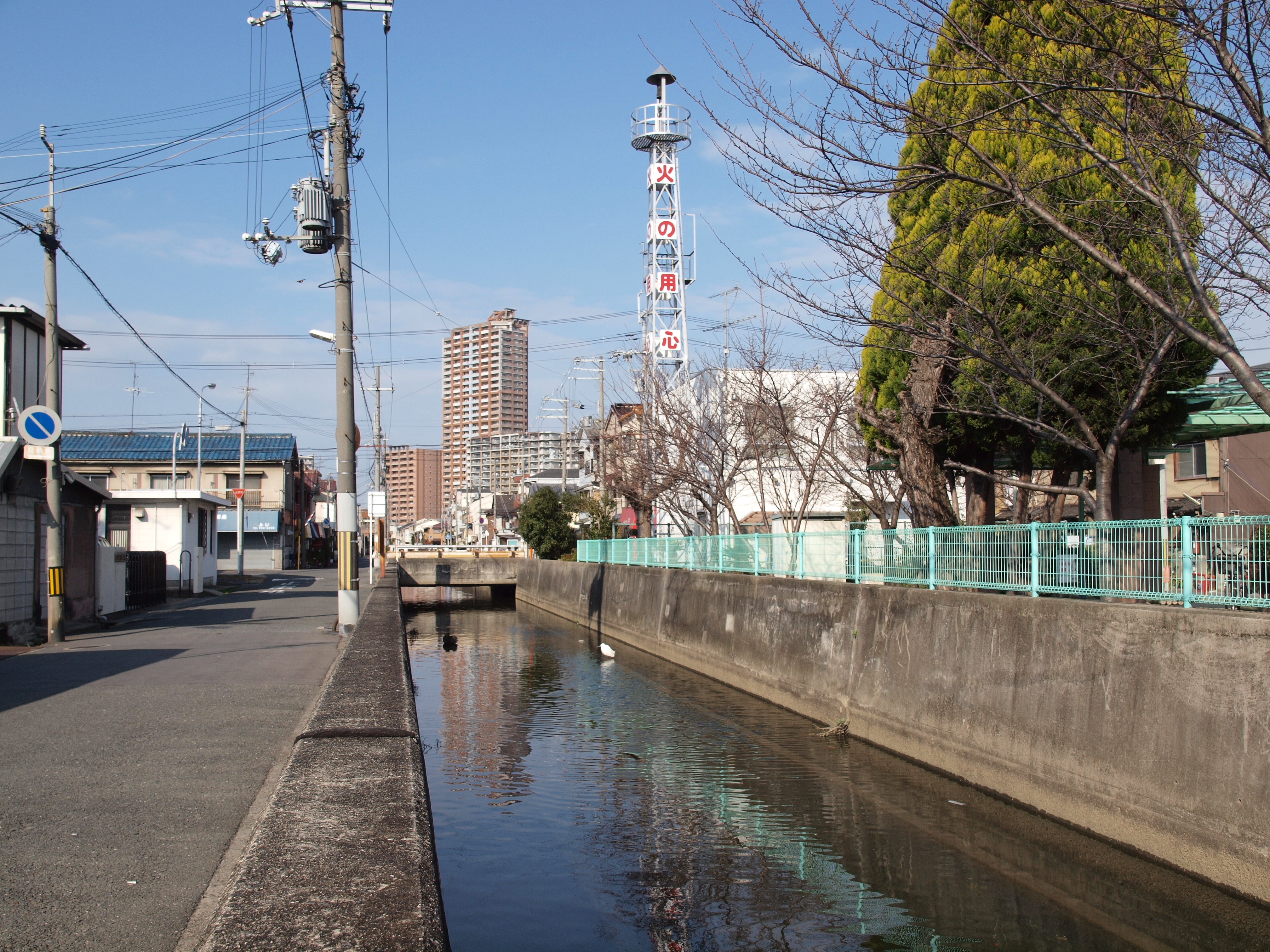
東大阪市森河内付近の長瀬川。奥に見える橋が早瀬橋。バス停留所は橋の南（写真では左側）の森河内公民館前に位置する。右に見える火の見櫓は消防団第十一分団屯所のもの。

早瀬橋（はやせばし）は、大阪府東大阪市の長瀬川にかかる東大阪市道柳通線の橋。

## 概要
東大阪市森河内西1丁目と2丁目を結ぶ橋である。
昭和初期に森河内地区が区画整理された際に架けられた。付近の土地（大和川付け替えによって開発された「新喜多新田」）を所有していた早瀬氏の名字から名付けられた。
幅員は2車線の自動車分と両側の歩行者分が確保され、橋長よりも広い。なお、歩行者分の道幅はかなり狭くなっている。近くに近鉄バスの「早瀬橋」停留所も設置されている。
位置
北緯34度41分5秒 東経135度34分3.8秒 / 北緯34.68472度 東経135.567722度

## 周辺
- 東大阪市消防団第十一分団屯所（右岸そば）
- 布施警察署森河内交番（左岸そば）
- 東大阪市立森河内公民館（左岸そば）
- 東大阪市森河内郵便局
- 東大阪市立森河内小学校
- 放出駅 - JRおおさか東線・学研都市線（片町線）（約500m離れている）

## 交通機関
- 近鉄バス - 「早瀬橋」バス停

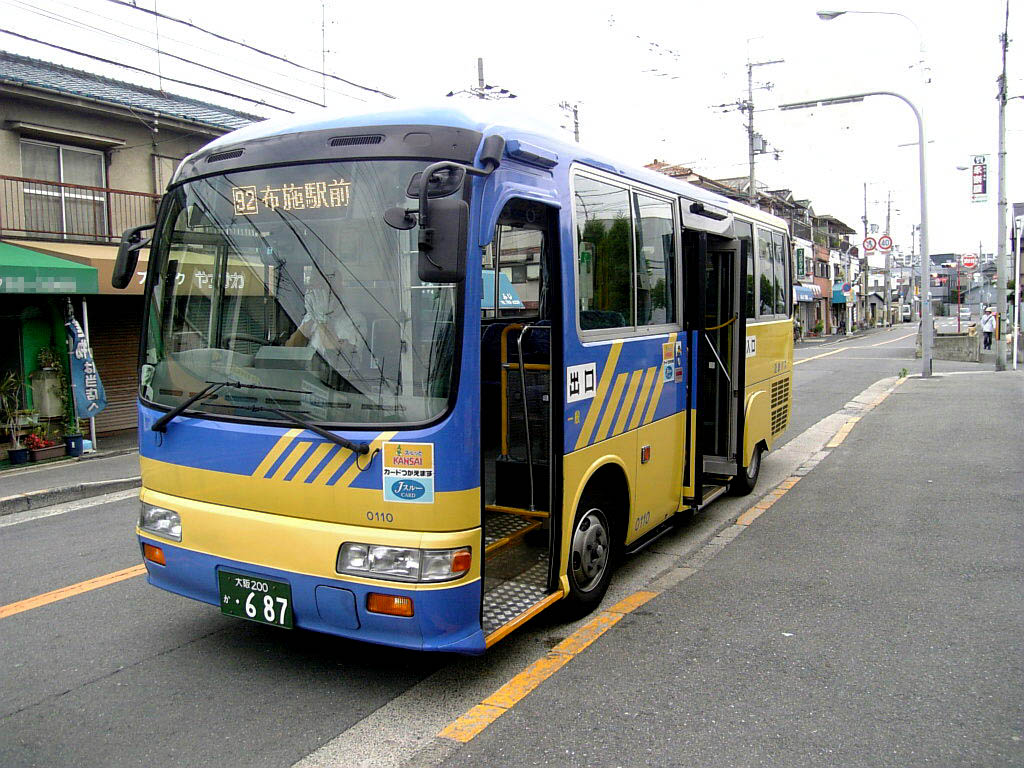
早瀬橋バス停で停車する近鉄バス布施営業所車両

  - 近鉄布施駅とJR放出駅を早瀬橋経由で結ぶバス路線（93系統）がある。